# Cornelia Parker

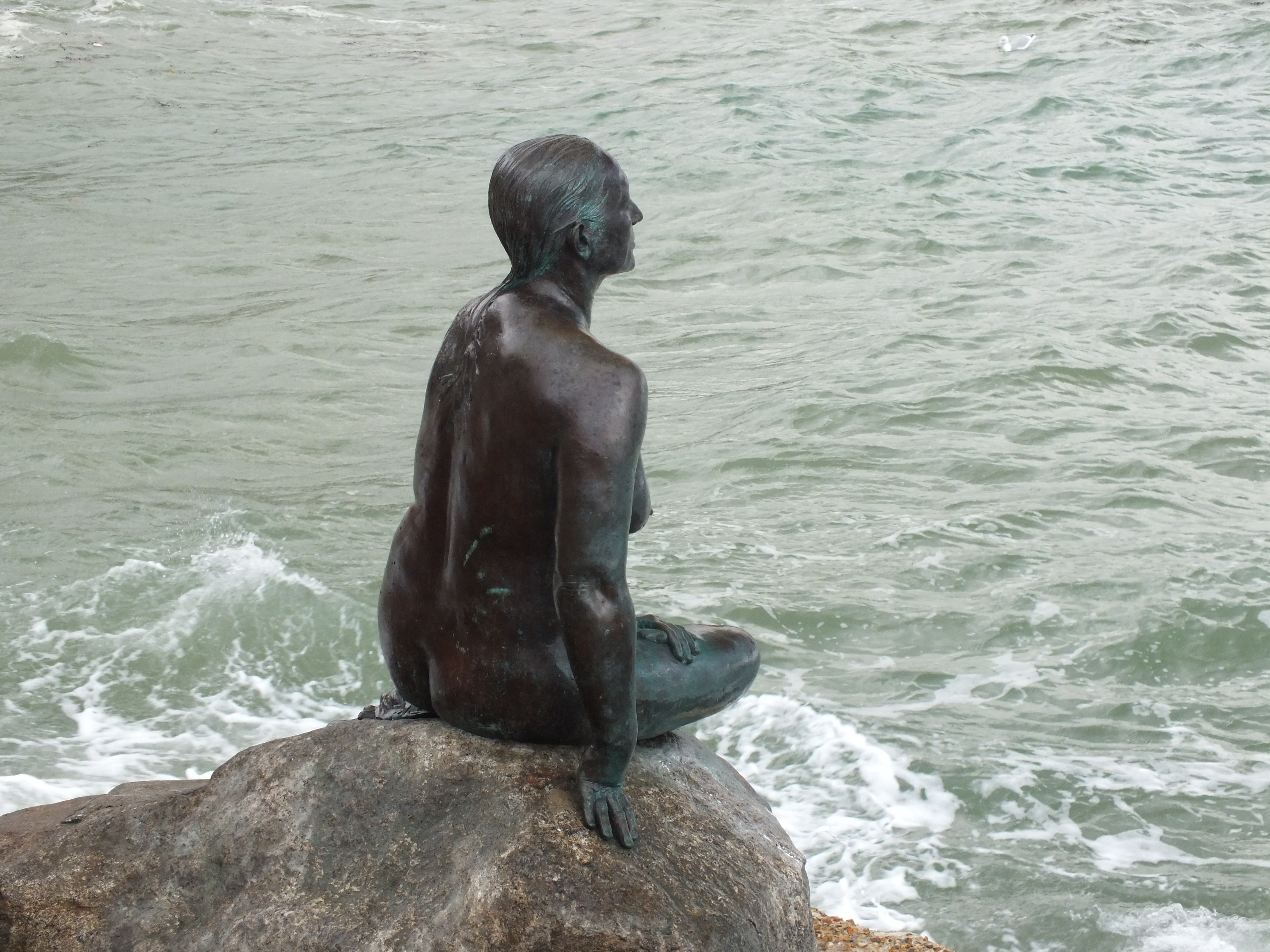
Folkestone Mermaid.

Cornelia Ann Parker, född 14 juli 1956 i Cheshire, är en brittisk skulptör och installationskonstnär.
Cornelia Parker utbildade sig på Gloucestershire College of Art and Design 1974–1975 och på Wolverhampton Polytechnic 1975–1978. Hon tog en magisterexamen på University of Reading 1982.
Cornelia Parker är sedan 2010 ledamot av Royal Academy of Arts i London. Hon bor och arbetar i London.

## Verk i urval
- Cold, Dark Matter: An Exploded View, 1991, en installation som visades första gången på Chisenhale Gallery in Bow i London. I installationen ingick ett sprängt trädgårdsskjul, och det visades som fragment som slungades ut med skuggor på väggarna.[3]
- May be, i samarbete med Tilda Swinton, 1995, en performance och en installation, vilken först förevisades på Serpentine Gallery i London. Skådespelerskan Tilda Swinton vilade, till synes sovande i en glaslåda, medan publiken betraktade henne.
- Folkestone Mermaid, brons, 2011[4]
- Magna Carta-bonaden, 2014–2015

## Bildgalleri

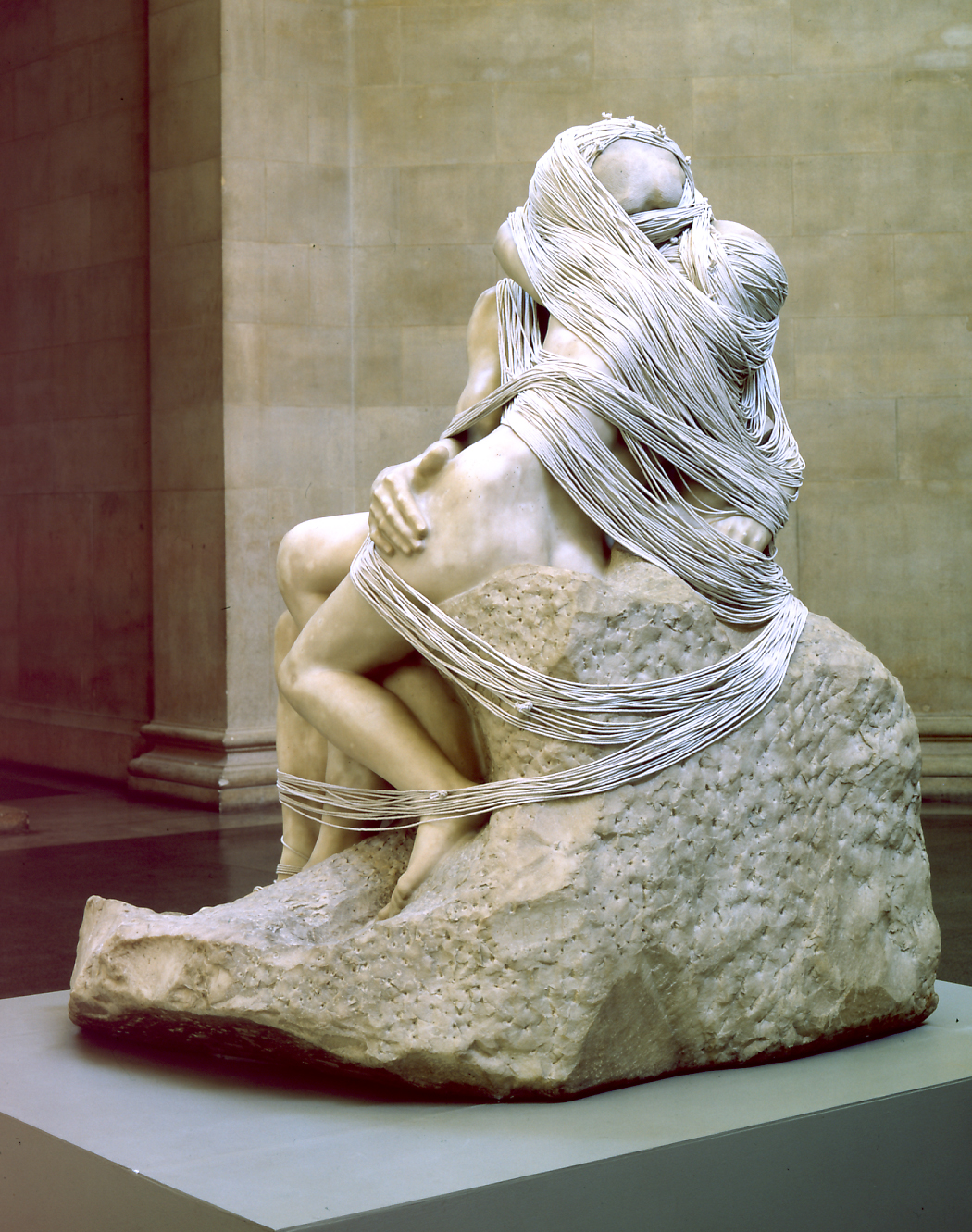
A Kiss With String Attached, 2003
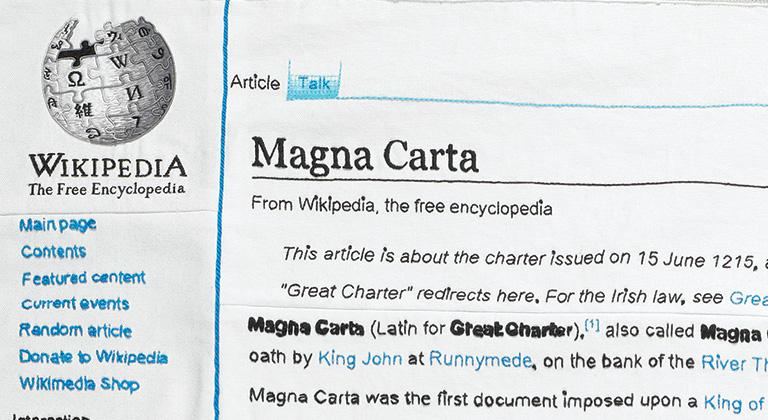
Magna Carta-bonaden, 2014-15, detalj
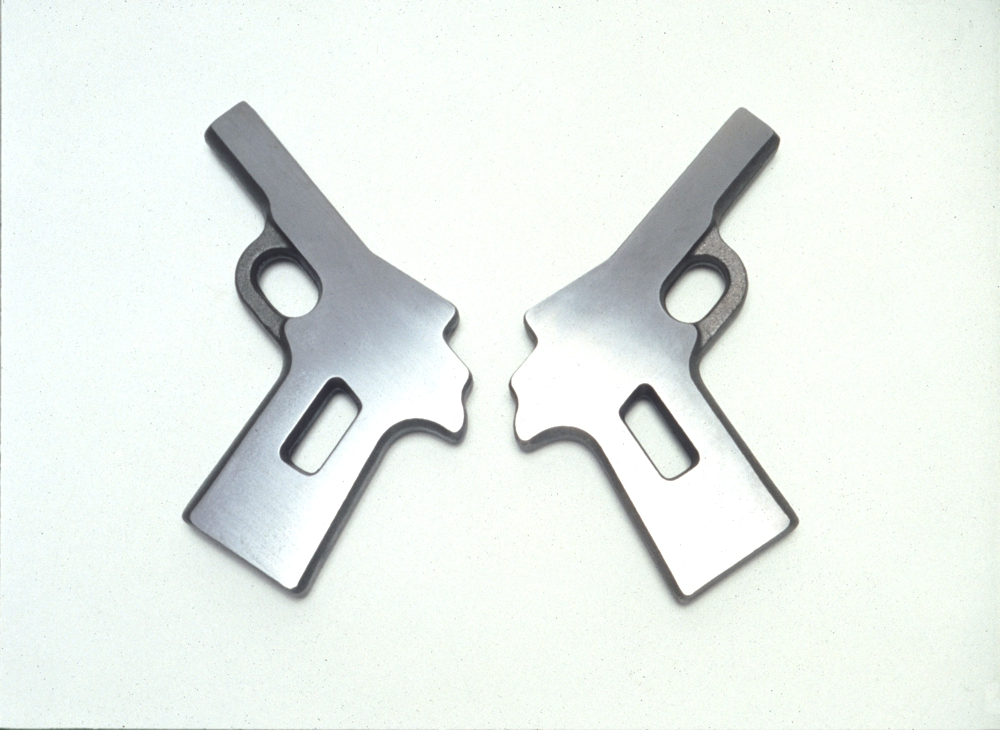
Embryo Firearms, 1995